# McLeod Bethel-Thompson
(en) Statistiques sur pro-football-reference
(en) Statistiques sur statscrew
McLeod Bethel-Thompson (né le 3 juillet 1988 à San Francisco) est un joueur américain de football américain et de football canadien au poste de quarterback.
Il joue pour les Alouettes de Montréal dans la Ligue canadienne de football depuis la saison 2025.

## Carrière

### Université
Il entre à l'université de Californie à Los Angeles où il joue avec les Bruins. Néanmoins, il ne reste qu'une saison dans cette université et est transféré à l'université d'État de Californie à Sacramento, intégrant l'équipe de football américain des Hornets au poste de quarterback. 

### United Football League et tentatives dans la NFL
McLeod Bethel-Thompson n'est sélectionné par aucune équipe lors du draft 2011 de la NFL. Il rejoint l'Arena Football League et joue 12 matchs pour les SaberCats de San José. Peu de temps après, il signe avec les 49ers de San Francisco dans la NFL et participe au camp d'entraînement. Bien que le quarterback Josh McCown ait été libéré par la franchise, Bethel-Thompson n'y est considéré qu'en tant que troisième quarterback de l'équipe et est libéré avant le début de la saison 2011.
Le 3 septembre 2011, il s'engage dans la United Football League (ligue concurrente de la NFL) et signe pour les Mountain Lions de Sacramento. Il entre en concurrence pour le poste de quarterback titulaire avec Jordan Palmer, Ryan Colburn et Trevor Harris. Il commence en tant que remplaçant mais devient titulaire pour les deux derniers matchs de la saison régulière après les départs de Palmer et d'Harris (ayant signé avec les Predators d'Orlando en Arena Football League). Il est nommé meilleur joueur offensif de la cinquième journée de la saison.
Après sa bonne saison en UFL, il est repéré par les Dolphins de Miami qui l'intègrent dans leur équipe d'entraînement. Néanmoins, il ne joue aucun match avec cette franchise. Le 13 janvier 2012, il effectue un essai chez les Vikings du Minnesota et participe au camp d'entraînement. Mis en concurrence avec Sage Rosenfels pour le poste de troisième quarterback, il est retenu et figure dans l'effectif final pour le début de la saison 2013. Sans jouer le moindre match, il est libéré le 8 octobre pour que Josh Freeman puisse intégrer l'effectif.
Le lendemain de sa résiliation de contrat, il signe à nouveau chez les 49ers de San Francisco. Il doit se contenter d'un poste de remplaçant et ne dispute aucun match. Coupé le 26 novembre 2013, il rejoint l'équipe d'entraînement  des 49ers. Le 23 janvier 2014, il retourne dans l'effectif principal et participe au camp d'entraînement pendant l'entre saison.

### Argonauts de Toronto
Le 22 mai 2017, il signe en tant qu'agent libre avec les Argonauts de Toronto dans la Ligue canadienne de football. En tant que quatrième quart-arrière, il participe à deux matchs. Blessé au début de la saison, ce n'est qu'en septembre qu'il est désigné remplaçant du titulaire Ricky Ray (en).
Bethel-Thompson est désigné titulaire pour la première fois le 2 août 2018 après la blessure de Ricky Ray et la mauvaise performance de son remplaçant James Franklin (en). Il réussit à remonter un déficit de 24 points et à mener les Argos à la victoire (42 à 41). Après une deuxième victoire, il devient le quart-arrière titulaire mais ne réussit pas à confirmer et perd finalement son poste au profit de Franklin à la suite de six défaites consécutives. 
La saison suivante, Bethel-Thompson commence la saison en tant que réserviste mais est promu titulaire à la suite d'une blessure subie par Franklin. La saison est décevante, les Argos terminant la saison avec un bilan négatif de 4 victoires pour 14 défaites. Malgré cela, Bethel-Thompson joue plutôt bien avec 26 touchés inscrits à la passe.
En 2021, après la pause forcée en 2020 à la suite de la pandémie de Covid-19, Bethel-Thompson est de retour au poste de quart-arrière titulaire qu'il partage éventuellement avec Nick Arbuckle (en). Les Argos terminent la saison régulière premiers de la division Est. La saison suivante, confirmé titulaire, il connaît une bonne saison puisqu'il mène la ligue au niveau des verges gagnées à la passe, au nombre de passes tentées et au nombre de passes réussies. Les Argos se qualifient pour la 109e Coupe Grey. Bien que titulaire, il doit céder sa place à Chad Kelly à la suite d'une blessure. Les Argos remportent 24 à 23 le match.

### Breakers de La Nouvelle-Orléans
En février 2023 Bethel-Thompson annonce qu'il rejoint les Breakers de La Nouvelle-Orléans de la United States Football League (USFL) afin de demeurer plus près de sa famille. Il est titulaire durant toute la saison. Bien qu'il ait dominé la ligue au chapitre des verges gagnées par la passe, les Breakers libèrent Bethel-Thompson à l'issue de la saison.

### Elks d'Edmonton
En janvier 2024, Bethel-Thompson signe un contrat d'un an avec les Elks d'Edmonton de la LCF. Il est titulaire durant la saison 2024.

### Alouettes de Montréal
En décembre 2024 Bethel-Thompson est échangé aux Alouettes de Montréal en retour de Cody Fajardo. Les Alouettes comptent l'utiliser comme substitut de Davis Alexander (en) qui est promu titulaire.

## Palmarès
- Joueur offensif de la cinquième journée de la saison UFL 2011
- Sélectionné dans l'équipe des Étoiles de la division Est de la LCF : 2021, 2022

## Identité visuelle

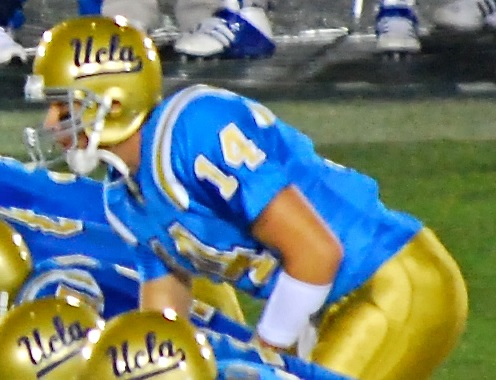
Avec les Bruins en 2007.
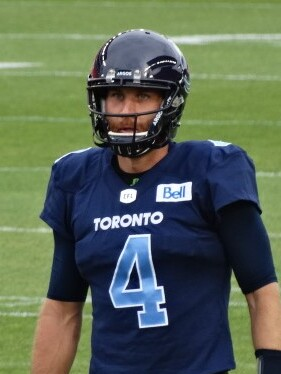
Avec les Argonauts de Toronto en 2022.